# ブランドン・シンプソン
ブランドン・アレン・シンプソン（アラビア語: براندون ألان سيمبسون、英語: Brandon Allan Simpson、1981年9月6日 ‐ ）は、バーレーンの元陸上競技選手。専門は短距離走の400mで、自己ベストは44秒64の元バーレーン記録保持者。ジャマイカ人の両親の下、アメリカに生まれジャマイカで育った。2005年までジャマイカ代表として競技し、2001年エドモントン世界選手権と2003年パリ世界選手権の男子4×400mリレーで銀メダルを獲得、2004年アテネオリンピックと2005年ヘルシンキ世界選手権の男子400mでファイナリスト（それぞれ5位と6位）になるなど活躍した。

## 自己ベスト
| 種目 | 記録   | 年月日        | 場所             | 備考             |
| 屋外 | 屋外   | 屋外          | 屋外             | 屋外             |
| ---- | ------ | ------------- | ---------------- | ---------------- |
| 400m | 44秒64 | 2006年8月27日 | リエーティ       | 元バーレーン記録 |
| 室内 |        |               |                  |                  |
| 400m | 47秒03 | 2002年2月23日 | ブラックスバーグ |                  |

## 主要大会成績
備考欄の記録は当時のもの
| 年         | 大会                                 | 場所             | 種目       | 結果         | 記録             | 備考                                             |
| ジャマイカ | ジャマイカ                           | ジャマイカ       | ジャマイカ | ジャマイカ   | ジャマイカ       | ジャマイカ                                       |
| ---------- | ------------------------------------ | ---------------- | ---------- | ------------ | ---------------- | ------------------------------------------------ |
| 2000       | 世界ジュニア選手権                   | サンティアゴ     | 400m       | 2位          | 45秒73           | 自己ベスト                                       |
| 2000       | 世界ジュニア選手権                   | サンティアゴ     | 4x400mR    | 優勝         | 3分06秒06 (4走)  | 今季ジュニア世界最高記録                         |
| 2001       | 中央アメリカ・カリブ選手権 (en)      | グアテマラシティ | 400m       | 2位          | 45秒46A          |                                                  |
| 2001       | 中央アメリカ・カリブ選手権 (en)      | グアテマラシティ | 4x400mR    | 優勝         | 3分00秒83A (2走) | 大会記録                                         |
| 2001       | 世界選手権                           | エドモントン     | 4x400mR    | 2位          | 2分58秒39 (1走)  | 今季ジャマイカ最高記録 大会後3位→2位に繰り上がり |
| 2003       | 世界選手権                           | パリ             | 400m       | 準決勝3組5着 | 45秒18           | 全体12位                                         |
| 2003       | 世界選手権                           | パリ             | 4x400mR    | 2位          | 2分59秒60 (1走)  | 今季ジャマイカ最高記録 大会後3位→2位に繰り上がり |
| 2003       | ワールドアスレチック ファイナル (en) | モナコ           | 400m       | 7位          | 46秒02           |                                                  |
| 2004       | オリンピック                         | アテネ           | 400m       | 5位          | 44秒76           | 自己ベスト                                       |
| 2005       | 世界選手権                           | ヘルシンキ       | 400m       | 6位          | 45秒01           |                                                  |
| 2005       | 世界選手権                           | ヘルシンキ       | 4x400mR    | 3位          | 2分58秒07 (2走)  | 今季ジャマイカ最高記録                           |
| 2005       | ワールドアスレチック ファイナル (en) | モナコ           | 400m       | 4位          | 44秒86           |                                                  |
| バーレーン |                                      |                  |            |              |                  |                                                  |
| 2006       | アジア競技大会                       | ドーハ           | 400m       | 2位          | 45秒68           |                                                  |